# Myrtophila pseudadnatae
Myrtophila pseudadnatae är en insektsart som beskrevs av Brimblecombe 1959. Myrtophila pseudadnatae ingår i släktet Myrtophila och familjen pansarsköldlöss. Inga underarter finns listade i Catalogue of Life.